# Григорівка (Покровський район)
Григо́рівка (колишня назва Леніне, до 18 лютого 2016 року — Ленінське) — село Селидівської міської громади Покровського району Донецької області, в Україні. У селі мешкає 115 людей.

## Загальні відомості
Відстань до райцентру становить близько 14 км і проходить автошляхом E50. Григорівка розташована на обох берегах Солоної. Село межує із територією смт Вишневе Селидівської міської ради.
З 16 листопада 2024 року село тимчасово окуповане російськими військами.

## Населення
За даними перепису 2001 року населення села становило 115 осіб, із них 92,17 % зазначили рідною мову українську, 6,09 % — російську та 1,74 % — білоруську мову.